# Бедранослабински мишић
Бедранослабински мишић налази се са унутрашње стране (бедрена јама) карлице (iliacus) и припаја на задња два грудна и прва четири слабинска пршљена, велики слабински мишић (psoas major). Заједнички припој је на малом трохантеру (испупчењу на врату бутне кости). 

## Функција
Главна функција Илиопсоаса је прегиб кука и ротација натколенице. Он се активира при сваком подизању ноге (стојећем, лежећем и седећем). Међутим то му није и једина функција. Он учествује у ротацијама трупа, подизању трупа при фиксираним ногама, али и многим другим комплексним покретима као што су: пузање, ходање, пењање уз степенице, трчање, скакање, испуцавање лопте, ударци у борилачким спортовима. Његова стабилизацијска функција доњег дела карлице долази до изражаја у свим покретима који се појављују у спортским и свакодневним активностима.

## Галерија
- Iliopsoas muscle
- Origin and attachment of the M. psoas major.
- Origin and attachment of the M. iliacus.